# Berstett
Berstett ist eine französische Gemeinde mit 2483 Einwohnern (Stand 1. Januar 2021) im Département Bas-Rhin in der Europäischen Gebietskörperschaft Elsass und in der Region Grand Est. Sie gehört der Communauté de communes du Kochersberg (CoCoKo) an. Am 1. Januar 2015 wechselte Berstett vom Arrondissement Strasbourg-Campagne zum Arrondissement Saverne.

## Geografie
Berstett liegt im Kochersberg, einer natürlichen Landschaft im Unterelsass, etwa 15 km nordwestlich von Straßburg und ist umgeben von den Gemeinden Pfettisheim, Olwisheim und Eckwersheim. Der Ortsteil Rumersheim wird durch die Departementsstraße D 30 und Reitwiller durch die D 30 und die D 31 tangiert. Das Dorf Berstett ist nur durch Nebenstraßen ans Verkehrsnetz angeschlossen. Im Gemeindegebiet entspringt der Fluss Landgraben, der hier auch Bruchgraben genannt wird.

## Geschichte
Die Burg und das Dorf Berstett („Bardestat“) wurden erstmals 884 in einer Urkunde von Karl dem Dicken erwähnt. Die Herren von Berstett, die ihren Namen von dem Dorf ableiteten und dort ein Schloss erbauten wurden im Jahr 1123 erstmals mit Widon de Berstedden erwähnt. Adam von Berstett (1497– 1572) ließ das Schloss durch einen Anbau erweitern. Das Schloss wurde beim Feldzug am Oberrhein im Jahr 1638 während des Dreißigjährigen Kriegs durch kroatische Truppen zerstört oder stark beschädigt. Jacob Adam (Jacques Adam) von Berstett (1665–19. Mai 1748) ließ das Schloss Berstett 1742 wieder aufbauen. Es wurde 1789 abgebrochen und Stein für Stein verkauft.
Die heutige Gemeinde entstand 1972 durch die Fusion der ehemaligen Gemeinden Berstett, Gimbrett, Reitwiller und Rumersheim. Die Geschichte der einzelnen Ortschaften reicht bis ins Mittelalter zurück.

## Bevölkerungsentwicklung
| 1962 | 1968 | 1975 | 1982 | 1990 | 1999 | 2006 | 2017 |
| ---- | ---- | ---- | ---- | ---- | ---- | ---- | ---- |
| 1261 | 1265 | 1274 | 1527 | 1679 | 1919 | 2053 | 2437 |

## Gemeindepartnerschaften
Seit 1990 besteht ein Partnerschaftsvertrag mit der deutschen Gemeinde Bollschweil in Baden-Württemberg. Mit Drummondville in der kanadischen Provinz Québec ist Bersett seit 1991 verschwistert. Im Jahr 1999 folgte eine Partnerschaft mit Ourondo in Portugal.